# Nausitora hedleyi
Nausitora hedleyi is een tweekleppigensoort uit de familie van de Teredinidae. De wetenschappelijke naam van de soort is voor het eerst geldig gepubliceerd in 1919 door Schepman.